# Списък на политическите партии в Монголия
Монголия има многопартийна система с две доминиращи и няколко по-малки партии.
| Партия | Места в парламента (2012) | Идеология               |
| --- | ------------------------- | ----------------------- |
| Демократическа партия                                                                                           | 31                        | Либерален консерватизъм |
| Монголска народна партия                                                                                        | 25                        | Демократичен социализъм |
| Коалиция на справедливостта - Монголска народна революционна партия - Монголска националнодемократическа партия | 11                        |                         |
| Гражданска воля - Зелена партия                                                                                 | 2                         | Либерализъм             |
| независими | 3                         |                         |
| вакантни места                                                                                                  | 4                         |                         |